# Brigitte Kiesler
Brigitte Helene Kiesler (* 15. August 1924 in Ludwigslust als Brigitte Helene Kärst; † 10. Mai 2013 in Grass Valley, Kalifornien, Vereinigte Staaten) war eine deutsche Turnerin.

## Karriere
Brigitte Kiesler wurde bei den Olympischen Spielen 1952 in Helsinki mit der deutschen Mannschaft Fünfte im Mannschaftsmehrkampf und Vierte in der Gruppengymnastik. Ihr bestes Einzelresultat erzielte sie mit Rang 27 im Sprung.
1957 emigrierte sie in die Vereinigten Staaten, wo sie bis zu ihrem Tod 2013 lebte.